# Giulio Fona
Giulio Fona (Sandrigo, 28 luglio 1949) è un ex hockeista su pista italiano.
Vinse due scudetti e una Coppa Italia con il Novara e fu il capitano del primo scudetto conquistato dall'Amatori Lodi.

## Palmarès
- Campionato italiano: 3

Novara: 1975, 1977
Amatori Lodi: 1980-1981
- Coppa Italia: 1

Novara: 1976